# In The Dark
«In The Dark» —en español: «En la oscuridad»— es una canción interpretada por la cantante estadounidense, Dev; incluida en su álbum de estudio debut, The Night the Sun Came Up. Fue lanzado el 25 de febrero de 2011, como descarga digital a través de iTunes.[cita requerida]

## Posicionamiento en las listas
In the dark debutó en la posición número 89 en el Billboard y luego de avanzar lentamente logró su máxima posición hasta el momento (11), en Canadá logró la posición número 21 mientras que en Chile logró la posición número 27 del ranking. En Itunes logró estar en top 20 de descargas logrando así superar en todo a su single anterior.